# 旧御子神家住宅
旧御子神家住宅（きゅうみこがみけじゅうたく）は、千葉県成田市大竹にある江戸時代中期の民家。元は同県安房郡丸山町（現南房総市）にあったもので、安房地方の典型的な民家である。国の重要文化財に指定されている。

## 概要
安房地方で代々農家を営んできた御子神家の住宅として1779年（安永8年）に建てられた。安房地方の典型的な「直屋（すごや）型」（注）の民家である。座敷回りに縁側がつけられ、引違いの板戸に半間の明障子が使われている。また、建立当時の費用明細を書き記した「普請（ふしん）入用覚帳」と1844年（天保15年）に屋根の葺替え費用を書き記した「屋根替覚帳」も残されている。これら2冊の文書も建物とともに重要文化財に指定されている。
旧御子神家住宅は1969年（昭和44年）6月20日、国の重要文化財に指定され、1973年（昭和48年）6月、千葉県安房郡丸山町（現・南房総市）石堂12番の3から、千葉県成田市大竹の千葉県立房総風土記の丘（現・千葉県立房総のむら）内に移築保存され、現在に至る。千葉県立房総のむらは、成田市と印旛郡栄町にまたがっているが、当施設は成田市に位置する。
なお、移築時に復元修理が実施され、改変されていた間取り等は建立当時の状態に復元されている。
（注）直屋（すごや）型 - 建築史用語で、「分棟形」（床上部分と土間部分に別個に屋根を架ける）、「曲家」（馬屋などの突出部があり、上から見た屋根形がL字形となる）に対し、床を張った部分と土間が一つの屋根になっているものを指す。

## 構造形式
- 構造 : 木造
- 建築面積 ： 126.3m2
- 階数 ： 平屋建て
- その他 ： 茅葺屋根